# Bassotto (singolo)
Bassotto è un singolo del gruppo musicale italiano Dark Polo Gang, pubblicato il 24 ottobre 2019 per le etichette Triplosette Entertainment e Universal Music Group.

## Video musicale
Il videoclip del brano, diretto da The Astronauts, è stato pubblicato sul canale YouTube del gruppo il 28 febbraio, quattro giorni dopo l'uscita del singolo. Nel video, girato tra una villa sul Lago di Como e il Rione Monti di Roma, sono presenti tutti i membri del gruppo nonostante canti solo Tony Effe; è presente anche il bassotto Cookie.

## Tracce
Testi di Tony Effe, musiche di Andry The Hitmaker.
1. Bassotto – 1:59

## Classifiche
| Classifica (2019) | Posizione massima |
| ----------------- | ----------------- |
| Italia            | 23                |